# Кліфф Бертон
Клі́ффорд Лі "Кліфф" Бе́ртон (англ. Clifford Lee "Cliff" Burton); 10 лютого 1962 — 27 вересня 1986) — американський музикант, найбільше відомий як бас-гітарист треш-метал гурту Metallica. Його називають одним із найвпливовіших бас-гітаристів усіх часів. Він використовував ефект дисторшн, а також різні інші ефекти, які часто вважаються нехарактерними для бас-гітари.
Ранній музичний вплив Бертона став невід'ємною складовою у створенні унікального стилю Metallica, який приніс колективу велику славу. Бертон приєднався до гурту в 1982 році і взяв участь у записі першого студійного альбому — Kill 'Em All. У складі Metallica Бертон також записав наступні 2 студійні альбоми: Ride the Lightning та Master of Puppets. Обидві платівки стали доволі прибутковими та здобули велику прихильність музичних критиків. Кліфф Бертон також відомий своїм підходом до гри, який отримав назву «провідний (лідируючий) бас», де бас звучав надзвичайно мелодійно, виконував сольну партію, підтримуючи при цьому гармонійність та ритмічну основу гурту.
27 вересня 1986 року Кліфф загинув, коли під час туру на підтримку альбому Master of Puppets автобус, наїхавши на піщану нерівність, перекинувся та розбився. Це сталося в Швеції. Був посмертно включений до Зали слави рок-н-ролу разом із гуртом Metallica 4 квітня 2009 року.

## Біографія

### Ранні роки

#### Дитинство
Кліффорд Лі Бертон (англ. Clifford Lee Burton) народився 10 лютого 1962 року о 21:38 в пологовому відділенні лікарні Еден в Кастро Валлі, штат Каліфорнія, США, в родині Джен (1926–1993) та Рея Бертонів (1925–2020). Мав старших брата Скотта і сестру Конні. Його батько, Рей, родом з Теннессі, працював помічником інженера-шляховика в районі затоки Сан-Франциско. Рей був хіпі і передав своєму синові все те, що було важливим для нього самого: його ідеали, ставлення до певних речей. Його матір — Джен, родом з Каліфорнії. Вона викладала в школі Кастро Валлі для дітей з обмеженими можливостями.
Ходив у початкову школу Маршала в Кастро Валлі. Потім навчався у середній школі Ерла Воррена. Вперше зацікавився музикою, коли батько познайомив його з класикою. Після цього з 6 років Кліфф почав брати уроки гри на фортепіано. Юний Бертон зацікавився роком, класичною музикою та хеві-металом. Навчаючись у середній школі, хлопець грав у молодшій лізі бейсболу, у команді «Auto House». Багато читав разом зі своїми братом і сестрою, часто ходив з друзями на полювання та риболовлю на ранчо Максвелла. На бас-гітарі почав грати у віці 13-ти років після смерті свого брата Скота, який помер через крововилив у мозок 19 травня 1975 року (у віці 16 років). Цю подію Кліфф досить тяжко переживав. Зі слів батьків, Кліфф говорив: «Я стану найкращим бас-гітаристом заради свого брата».

#### Підліткові роки
Навчаючись у вищій школі Кастро Валлі, Бертон працював на подвір'ї ранчо, яке здавало різне обладнання в оренду, що називалось Castro Valley Rentals. Там його нарекли «ковбоєм» через те, що Кліфф постійно носив великий ковбойський капелюх.
З вересня 1978 по січень 1980 року Кліфф відвідував уроки гри на бас-гітарі. Його вчитель Стів Доерті, який знайомив його з грою в усіх стилях, від класики до джазу.

#### Перші музичні гурти
В той же час Кліфф познайомився з Джимом Мартіном (майбутній гітарист гурту Faith No More) і тоді ж заснував свій перший гурт — EZ Street. Його назва походила від стрип-клубу в «Бей Еріа». Іншими учасниками EZ Street стали найближчі друзі Бертона: Джим «Великий» Мартін, Майк Бордін (майбутній ударник гуртів Faith No More та Оззі Озборна), Кевін Коста та Денні Меґелгейс.
На початку 1980-х років гурт EZ Street розпався, проте Кліфф продовжив співпрацю з Джимом Мартіном. В той час вони якраз поступили до коледжу в містечку Напа Валлі. Новий гурт друзів-музикантів називався Agents of Misfortune. Він виник під час змагання в коледжі серед рок-гуртів, що відбулося в 1981 році. Їх прослуховування було записано на відео. Саме там яскраво виділялися перші спроби фірмового стилю гри Кліффа Бертона.
На відео зняті фрагменти двох майбутніх пісень гурту Metallica: бас-соло з пісні «(Anesthesia) Pulling Teeth», а також хроматичний вступ до пісні «For Whom the Bell Tolls». До першого серйозного колективу — Trauma, Бертон приєднався у 1982 році.

### Участь уMetallica
У 1982 році гурт Trauma вирушив до Лос-Анджелеса, щоб виступити у клубі Whisky a Go Go. Серед усіх учасників на фестивалі були присутні Джеймс Хетфілд та Ларс Ульріх — засновники гурту Metallica, який на той момент вже існував один рік.
Слухаючи гру Бертона, Хетфілд назвав її «дивовижним шредингом» (який пізніше влився у пісню «(Anesthesia) Pulling Teeth»). Тоді Джеймс та Ларс були у пошуках класного гітариста. Коли вони дізнались, що почутим було власне бас-соло Бертона, вони вирішили запросити Кліффа до свого гурту. Джеймс та Ларс попросили його замінити звільненого Рона МакГовні, і після того, як Бертон почав розуміти, що Trauma стає комерційним проектом, він погодився. Але ідея переїхати до Лос-Анджелеса не дуже сподобалась Кліффу. Він сказав, що приєднається до гурту лише в тому разі, якщо всі учасники колективу переїдуть до його рідного міста Сан-Франциско. Гурт Metallica, який дуже хотів мати такого унікального музиканта у своєму колективі, був змушений перебазуватися до Ель-Керріто — міста вздовж затоки, що знаходиться неподалік від Сан-Франциско.
Першим записом з гуртом Metallica для Бертона став Megaforce Demo — демо-запис, який гурт створив ще перед приєднанням Бертона. Платівка No Life 'Til Leather, що потрапила до рук Джона Зазули — власника лейблу Megaforce Records обіцяла гурту велике майбутнє. Згодом гурт переїхав до Олд Брідж, Нью-Джерсі, і відразу підписав контракт з лейблом Зазули. Перший альбом Metallica — Kill 'Em All, включав улюблене соло Бертона з пісні «(Anesthesia) Pulling Teeth». Соло демонструє майстерне використання ефектів, таких як педаль «wah-wah» та багато інших (до цього педаль «вах-вах» використовували лише гітаристи, що грали на шестиструнних гітарах, за винятком Гізера Батлера в першому альбомі гурту Black Sabbath та деяких музичних доробок ультра-прогресивного бас-гітариста Кріса Сквайра).
Другий студійний альбом гурту — Ride the Lightning, показує музичне зростання Metallica. Здібності Бертона до написання пісень вдосконалювались. Він узяв участь у написанні шести з восьми пісень до альбому. Стиль Бертона та його використання ефектів яскраво продемонстровані у двох піснях з альбому: хроматичний вступ у пісні «For Whom the Bell Tolls» та «провідний бас» у «The Call of Ktulu».
Музична майстерність альбому Ride the Lightning привернула увагу багатьох компаній звукозапису. Невдовзі гурт Metallica підписав контракт з Elektra Records і почав роботу над своїм третім студійним альбомом, Master of Puppets, який розцінюється як найрозкритикованіший альбом, але в той же час є орієнтиром для стилю треш-метала та метала в цілому.
У декількох композиціях Бертон відзначився особливо. Найвідомішою стала інструментальна композиція «Orion», де яскраво вчувається стиль гри «ведучого басу» Бертона. Альбом також включає улюблену однойменну композицію Бертона — «Master of Puppets». Цей альбом був комерційним проривом гурту, але, на жаль, став останнім альбомом Кліффа.
Останнім виступом для Бертона був концерт 26 вересня 1986 року у Стокгольмі, Швеція. Один з останніх виступів Кліффа з гуртом Metallica доступний для завантаження на їхньому офіційному сайті.

### Смерть

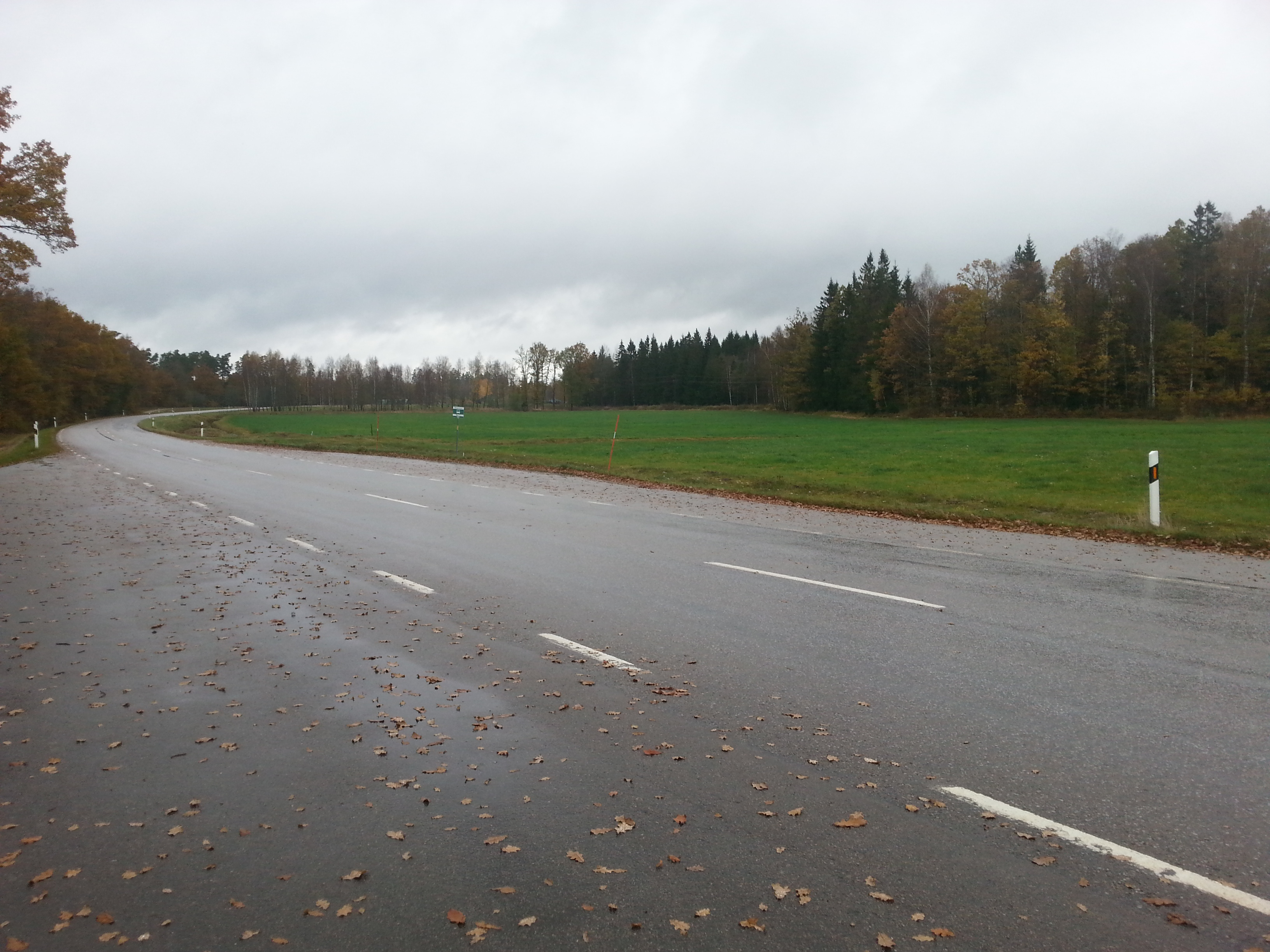
Місце автокатастрофи

Під час європейського туру на підтримку альбому Master of Puppets, музиканти були змушені спати в незручних ліжках свого гастрольного автобуса. Одного разу вночі суперечка між членами гурту за зручніше ліжко вирішилася колодою карт. Кірк згадував, що Кліфф витягнув туз пік, подивився на нього і сказав: «Ось тепер на цьому місці сплю я», на що Хаммет відповів: «Добре, добре! Місце твоє, посплю де-небудь ще, можливо, там буде навіть краще».
Близько 6 ранку водій не впорався з керуванням, і автобус після довгого занесення впав з насипу на бік. Кліфф під час падіння автобуса наполовину вивалився з вікна і був задавлений автобусом. За однією версією він помер миттєво. По іншій — Кліффа придавило автобусом вже після того, як автобус спробували перевернути і підняти, проте трос обірвався і автобус впав, задавивши Бертона. Сам водій пояснив цю катастрофічну подію тим, що він просто наїхав на замерзлу калюжу.

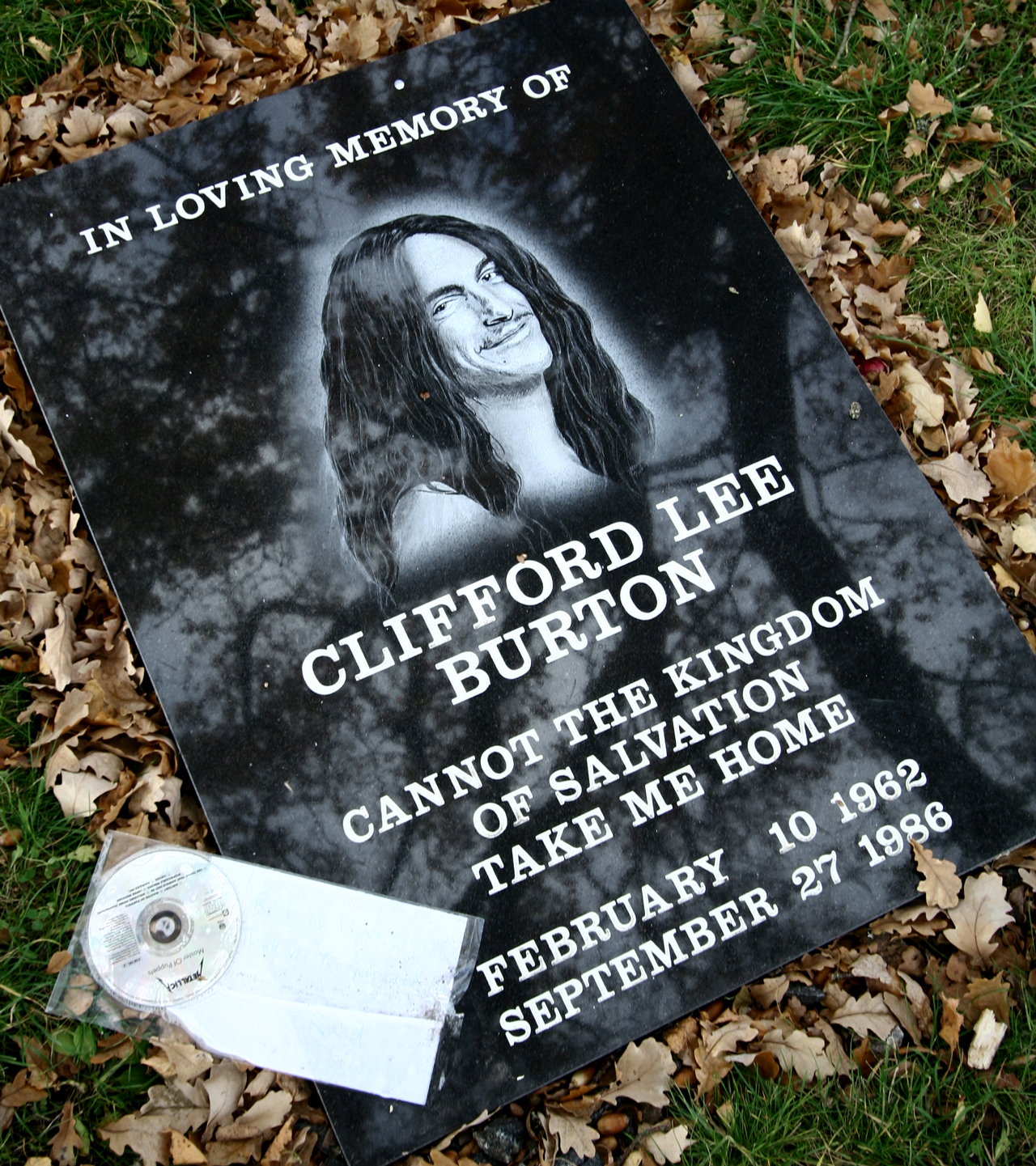
Меморіал біля місця аварії, встановлений шведським фан-клубом Metallica в 2006 році

Після трагедії Джеймс Гетфілд стверджував, що спочатку він гадав, що автобус перевернувся, бо водій був п'яний. Гетфілд казав, що він довго йшов дорогою в пошуках ожеледі і не знайшов її. Місцевого фотографа Лєннарта Веннеберґа, який побував на місці аварії наступного ранку, пізніше запитували в інтерв'ю про ймовірність спричинення аварії ожеледдю, на що він відповідав, що безсумнівно ні, бо дорога була суха і температура становила близько двох градусів за Цельсієм. Відсутність льоду на дорозі підтверджувала і поліція. Детектив Арне Петтерсон повідомляв у місцевій газеті, що сліди на місці нещасного випадку були саме такими, які бувають коли водій засинає на ходу. Однак, водій під присягою стверджував, що спав увесь день і не стомився; його свідчення підтвердив водій другого автобусу тура, який перевозив технічну команду і обладнання. Водія визнали невинним у аварії і не висунули звинувачень проти нього.
Європейська частина туру була скасована. Похорони відбулись 7 жовтня 1986 року; Тіло Бертона кремували і його прах розвіяли на ранчо Максвелла. Під час цієї церемонії грала інструментальна композиція «Orion» з альбому Master of Puppets. Потім гурт Metallica ніколи більше не виконував цю композицію вживу аж до берлінського концерту 6 червня 2006 року, що був присвячений двадцятиріччю альбому. Лише у 1990 році Джейсон Ньюстед включив частину цієї композиції у свою пісню «Master of Puppets Medley». Після смерті Бертона гурт Metallica також не грав інструментал «(Anesthesia) Pulling Teeth» до концерту, присвяченого 30-річчю гурту, де його виконав Роберт Трухільйо.

## Особисте життя
В 1980-82 роках дівчиною Кліффа була Одрі Кімболл, яка мала власний гурт Elysium. З липня 1985 року Бертон почав зустрічатися з Корінн Лінн. Також він мав власний автомобіль, зелений Volkswagen Käfer.

### Стиль
На стиль гри Бертона найбільше вплинув Леммі Кілмістер з Motörhead. Але й захоплення іншими гітаристами також дуже вплинуло на стиль гри Кліффа. Наприклад, Гізер Батлер з Black Sabbath, The Misfits, Філ Лайнотт з Thin Lizzy, Гедді Лі з Rush, гітаристи Річі Блекмор, Джимі Хендрікс, Ульріх Рот, Міхаель Шенкер і Тоні Айоммі.
Ніколи не використовував при грі медіатор, завжди грав пальцями.
Кліфф захоплювався творчістю письменника Говарда Лавкрафта. Це захоплення відбилося як на обкладинках до альбомів гурту, так і в назвах деяких пісень («The Call of Ktulu») і самих текстах («The Thing That Should Not Be»). Найулюбленішим фільмом Бертона був «Світанок мерців».
Серед улюблених гуртів Бертона були ZZ Top, Pink Floyd, R.E.M., Aerosmith і Blue Öyster Cult, The Misfits, Samhain та інші. Кліфф також захоплювався грою піаніста Гленна Гульда.

### Вплив Кліффа Бертона на інших музикантів
Творчість Бертона мала вплив на таких басистів як Бруно Матеус, Рекс Браун з Pantera, Бен Шепард з Soundgarden, Джейсон Ньюстед (його наступник у Metallica), Джон Маянґ з Dream Theater, Трой Сандерс з Mastodon, Піт Стіл, Ґреґ Крістіан з Testament, Джин Сіммонс з Kiss, Біллі Шіген, Алекс Вебстер з Cannibal Corpse, Френк Белло з Anthrax, Томаш Реяк з Vader, Крістіан Ґіслер з Kreator, Паоло Ґреґолетто з Trivium, Скотт Патрік з Order of Ennead, Байрон Страуд з Strapping Young Lad і Fear Factory, Тоні Чой (і його попередник Роджер Паттерсон) з Atheist, Шон Меллоун з Cynic, Ерік Ленґлойс з Cryptopsy, Дік Левґрен з Meshuggah, Дерек Боєр з Suffocation, Девід Еллефсон з Megadeth, Нік Олівері.

## Вшановування після смерті
В альбомі Metallica …And Justice for All присутня композиція «To Live is to Die», яка написана за музичними мотивами, що придумані Кліффом незадовго до смерті. Текст цієї пісні (всього два чотиривірші) також написаний Кліффом (взявши вірш Пауля Герхардта ).  Цю пісню виконує Джеймс Гетфілд.
| «When a man lies he murders Some part of the world These are the pale deaths Which men miscall their lives All this I cannot bear To witness any longer Cannot the kingdom of salvation Take me home?...» |

| «Коли людина бреше, вона вбиває Якусь частину світу. Це бліді смерті, Які люди помилково називають своїми життями. Я не можу більше Бути свідком всього цього. Чи не можуть небеса Взяти мене до себе?...» |

В 1987 році Metallica випустила документальний фільм Cliff 'Em All, відеоретроспективу перебування Кліффа в гурті.
Пісня «In My Darkest Hour» гурту Megadeth також присвячена Бертону. Фронтмен Дейв Мастейн, який грав з Metallica на початку творчості гурту, був дуже вражений смертю Кліффа й не міг не присвятити йому хоча б одну пісню.
Гурт Anthrax свій альбом Among the Living також присвятив Кліффу Бертону. Це ж саме зробив і гурт Metal Church, присвятивши альбом The Dark.
В березні 2011 року Кліфф Бертон був визнаним одним з десяти найкращих бас-гітаристів всіх часів за версією читачів журналу Rolling Stone. Музичний сайт MusicRadar помістив Бертона на 13 місце в списку «60 найкращих басистів всіх часів».

## Дискографія

### Trauma
- Пісня «Such A Shame» на збірці «Metal Massacre II» («Metal Blade», 1982).

### Дискографія (у складіMetallica)

#### Студійні альбоми
- Kill 'Em All (1983)
- Ride the Lightning (1984)
- Master of Puppets (1986)

#### Демо-альбоми
- Megaforce (1983)
- Ride the Lightning (1983)
- Master of Puppets (1985)

#### Пісні, написані за участю Кліффа
- «(Anesthesia) Pulling Teeth» (1983)
- «Fight Fire with Fire» (1984)
- «Ride the Lightning» (1984)
- «For Whom the Bell Tolls» (1984)
- «Fade to Black» (1984)
- «Creeping Death» (1984)
- «The Call of Ktulu» (1984)
- «Master of Puppets» (1986)
- «Orion» (1986)
- «Damage, Inc.» (1986)

## Обладнання
Бас-гітари
- Rickenbacker 4001[63].
  - Колір: Червоний з білим
  - Марка: Triángulos
  - Рядів струн: 4
- Aria Pro SB — 1000RI
  - Колір: Чорний
  - Марка: Ojos
  - Рядів струн: 4
- Alembic Spoiler[63].
  - Колір: Чорний
  - Марка: Puntos
  - Рядів струн: 4

Підсилювачі

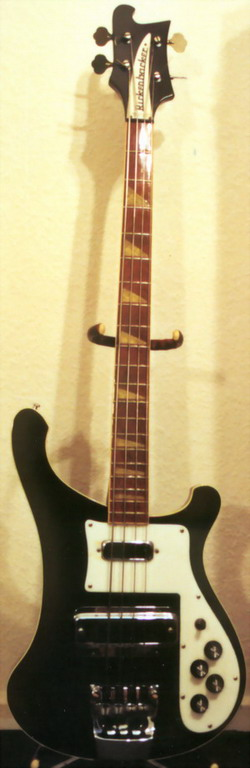
Бас-гітара Rickenbacker 4001, одна з моделей, на яких грав Бертон.

- Кабінет Mesa/Boogie 4x12"[62]
- Саморобний кабінет 1x15"[62]
- Mesa/Boogie Mesa 400+.
- Mesa Boogie D-180

Ефекти
- Chrome Tel — Ray Morley Power Wah Boost (не випускався після 1983)[63].
  - Використовується для соло в Seek & Destroy і For Whom the Bell Tolls
- Electro — Harmonix Sovtek Big Muff[63].
  - Використовується для соло в (Anesthesia) — Pulling Teeth, Seek & Destroy і For Whom The Bell Tolls
- Electro — Harmonix Bass Balls[64]